# سووه
سووه (به سوئدی: Säve) یک منطقهٔ مسکونی در سوئد است که در بخش یوتبری واقع شده‌است. سووه ۰٫۴۷ کیلومتر مربع مساحت و ۷۴۳ نفر جمعیت دارد.